# Grant (Minnesota)
Pour les articles homonymes, voir Grant.
Grant est une ville américaine située dans le Comté de Washington, dans le Minnesota. Selon le recensement de 2010, sa population est de 4 096 habitants.